# Corlata, Suceava
Corlata (în germană Korlata) este un sat în comuna Berchișești din județul Suceava, Bucovina, România.

## Personalități
- Vladimir Florea (1922-1984) - sculptor român
- Florin Piersic (n. 1936) - actor roman

## Recensământul din 1930
Componența etnică a satului Corlata
     Români (68,15%)
     Germani (31%)
     Altă etnie (0,85%)
Componența confesională a satului Corlata
     Ortodocși (68,2%)
     Romano-catolici (6,5%)
     Mozaici (0,75%)
     Evanghelici\Luterani (24,55%)
Conform recensământului efectuat în 1930, populația satului Corlata se ridica la 823 locuitori. Majoritatea locuitorilor erau români (68,2%), cu o minoritate de germani (31,0%). Alte persoane s-au declarat: ruteni (1 persoană), evrei (7 persoane). Din punct de vedere confesional, majoritatea locuitorilor erau ortodocși (68,2%), dar existau și romano-catolici (6,5%), mozaici (0,75%) și evanghelici\luterani (24,55%).